# فرودگاه ناکینا
فرودگاه ناکینا (به انگلیسی: Nakina Airport) یک فرودگاه همگانی باربری با کد یاتا YQN است که یک باند فرود آسفالت دارد و طول باند آن ۱۰۶۷ متر است. این فرودگاه در کشور کانادا قرار دارد و در ارتفاع ۳۲۲ متری از سطح دریا واقع شده‌است.